# مشاركة الصور الطبية
مشاركة الصور الطبية هي التبادل الإلكتروني للصور الطبية بين المستشفيات والأطباء والمرضى. فبدلاً من استخدام الوسائط التقليدية، مثل قرص مضغوط أو قرص DVD ، وإما شحنه أو حمل المرضى معه، الآن تتيح التكنولوجيا مشاركة هذه الصور باستخدام السحابة. والصيغة الأساسية لجميع أنواع الصور هي ديكوم (التصوير الرقمي والاتصالات في الطب). وعادةً ما يتم إرفاق البيانات غير المصورة مثل التقارير بصيغٍ قياسية مثل PDF (تنسيق المستند المحمول) أثناء عملية الإرسال. بالإضافة إلى ذلك، هناك معايير في هذه الصناعة، مثل نظام IHE وهو نظام مشاركة البيانات عبر المؤسسات لتصوير (XDS-I)، ولإدارة مشاركة المستندات بين مؤسسات الرعاية الصحية. فالهيكل النموذجي المتضمن في الإعداد هو خادم مثبت محليًا، والذي يقع خلف جدار الحماية، مما يسمح بالإرسال الآمن مع المرافق الخارجية. وفي العام 2009، أطلقت جمعية الأشعة في أمريكا الشمالية مشروع «مشاركة الصورة»، بهدف منح المرضى التحكم في جميع صورهم (التقارير والصور) من خلال السماح لهم بإدارة هذه السجلات كما لو كانوا يقومون بالخدمات المصرفية أو التسوق عبر الإنترنت.

## الاستخدامات
- في مرافق الرعاية: تستخدم المؤسسات برنامج مشاركة الصور الطبية لتسهيل عمليات النقل بين المرافق الأخرى التي قد تكون أو لا تكون على نفس الشبكة. كما أنهم قادرون على إرسال النتائج على الفور إلى الأطباء المحال إليهم في المجتمع، وكذلك مباشرة إلى المرضى.[2]
- الأطباء: يستخدم الأطباء هذه التكنولوجيا للوصول مباشرة إلى الصور، بدلاً من انتظار وصول الوسائط المادية. فامتلاك الوصول إلى التاريخ الطبي للمريض يحسن خدمة الرعاية بدرجة.[3]
- المرضى: بالتزامن مع مبادرات الحكومة الأمريكية الأخيرة، يتمكن المرضى من تلقي فحوصات التصوير الخاصة بهم إلكترونيًا، دون الحاجة إلى حمل وتخزين الوسائط المادية. ما يسمح لهم بالقدرة على رؤية أطبائهم في مواقع متعددة والحصول على صورهم جاهزة.[4]

## الفوائد
- يحسن الوصول إلى التاريخ التصويري الطبي للمرضى [3]
- القدرة على عرض الصور مباشرةً [5]
- التعاون في وقتٍ متزامن من قبل المتخصصين [2]
- تجنب الرعاية المتكررة للتقليل من التكاليف [6]
- انخفاض تعرض المرضى للإشعاع
- اتاحة الخبرة ورأي المتخصص عن بعد للمرضى [4]

## الصحة 2.0
تساهم مشاركة الصور الطبية في العديد من مبادرات "Health 2.0" عبر الصناعة. فالقدرة على التبادل الفوري والإلكتروني للمعلومات الطبية يمكن أن يحسن الاتصال بين الأطباء، وكذلك مع المرضى.
- الاستخدام الهادف: الهدف من الاستخدام الهادف هو ترويج انتشار السجلات الصحية الإلكترونية لتحسين الرعاية الصحية في الولايات المتحدة، والتي سيتم نشرها عبر 3 مراحل حتى عام 2015. ومن بعض تلك المزايا أنها تشمل المبادرة الوصول بشكل أفضل إلى المعلومات الطبية وتخويل المرضى من ذلك.[7] تساعد مشاركة الصور الطبية في تحقيق استخدام هادف من خلال تحسين الوصول إلى الصور الطبية للمرضى والأطباء.
- الرعاية الصحية عن بعد: تُعرف ممارسة تقديم خدمات الرعاية الصحية باستخدام تكنولوجيات الاتصالات باسم الرعاية الصحية عن بعد. والهدف الرئيسي في دعم الرعاية الصحية للمسافات الطويلة للمرضى غير القادرين على السفر بسهولة إلى نقطة الرعاية. ويمكن للمرضى والمهنيين أيضًا القدرة على الحصول على مزيد من المعلومات حول المواضيع الصحية. كجزء من وزارة الصحة والخدمات الإنسانية الأمريكية، يشجع مكتب تطوير الخدمات الصحية عن بعد (OAT) على استخدام تقنيات الخدمات الصحية عن بعد.[8] يمكن أن تتم مشاركة الصور الطبية لمسافات طويلة على الفور باستخدام هذه التقنيات، مما يسمح للطبيب بمراجعة صور المريض أثناء الاجتماع به.
- مشاركة المرضى: وضعت التغييرات الأخيرة في صناعة الرعاية الصحية تركيزًا أكبر على تمكين المرضى من التحكم والوصول إلى المزيد من معلوماتهم الطبية.[4] سيساعد استخدام أدوات مثل السجلات الصحية الإلكترونية المرضى على القيام بدور أكثر نشاطًا لصحتهم. فمن خلال مشاركة الصور الطبية، يمكن للمرضى تلقي تصويرهم الطبي إلكترونيًا، ومن ثم يمكنهم مشاركة هذه المعلومات مع الطبيب التالي الذي سيراجعونه.
- الحوسبة السحابية: يشار إلى استخدام البرامج التي يتم تقديمها كخدمة عبر الإنترنت باسم الحوسبة السحابية. عادة، سيتم نشر برنامج مشاركة الصور الطبية كخدمة للمستشفيات والأطباء والمرضى.
- الجوال: تزايد استخدام الأجهزة الإلكترونية المحمولة عبر العديد من الصناعات، بما في ذلك الرعاية الصحية. فكونك طبيباً، يعد الوصول إلى الصور الطبية أثناء التنقل تطورًا مهمًا في هذا المجال.[9]

## الهندسة المعمارية
تتضمن البنية النموذجية لمنصة مشاركة الصور الطبية نقل البيانات من نظام مثبت مباشرة على شبكة المستشفى وخلف جدار الحماية من وإلى كيان خارجي. وتشمل بعض القطع المعمارية القياسية ما يلي:
- نقل البيانات هو النقل المادي للبيانات من خلال قناة اتصال، مثل الأسلاك أو التقنيات اللاسلكية أو الوسائط المادية. وأكثر حالات الاستخدام شيوعًا لمشاركة الصور هي نقل ملفات الصور باستخدام السحابة، مما يتيح الوصول والتبادل بشكل مباشرمع أي شخص في أي مكان. يمكن إعداد شبكة افتراضية خاصة (VPN) لتنفيذ التبادل، ولكن عادة ما يتطلب هذا الأمرالمزيد من الصيانة للمنشآت المعنية.
- يستخدم ضغط البيانات للمساعدة في تسهيل تبادل الملفات الكبيرة عن طريق التشفير باستخدام أجزاء أصغر من الإصدار الأصلي. وتساعد هذه العملية على تقليل الموارد المستخدمة وتحسين قدرات الإرسال.
- الأمان: إحدى أدوات الأمان المستخدمة على نطاق واسع هي TSL / SSL أو طبقة المقابس الآمنة. يتم استخدام طبقة النقل الآمنة / طبقة المقابس الآمنة لتأمين الاتصالات الإلكترونية. ويساعد على تأمين البيانات المرسلة باستخدام التشفير. وتقوم هذه الأداة بمصادقة العملاء لإثبات هويات الأطراف المنخرطة في الاتصال الآمن، وكذلك مصادقة الخوادم. يمكن أن يحمي برنامج أمان TLS / SSLv3 من الكشف عن البيانات، وهجمات التنكر، وهجمات لواء الجرافة، وهجمات التراجع، وهجمات إعادة التشغيل.
- مراكز البيانات: يستخدم مركز البيانات لإيواء أنظمة الكمبيوتر والقطع المرتبطة بها. والاستخدام الرئيسي لهذه المرافق في مشاركة الصور الطبية هو توفير النسخ الاحتياطية. تتضمن البنية التحتية بشكل عام الطاقة، والمولدات، واتصالات الإنترنت، وجدران الحماية، ومفاتيح الشبكة الزائدة، والتخزين الزائد. وهذه قطعة جوهرية لضمان الصور الطبية آمنة ومأمونة في السحابة.

## التكامل
يمكن أن تتكامل منصات مشاركة الصور مباشرةً مع العديد من أنظمة المستشفيات، مثل:
- الدليل النشط - ربط الدليل النشط بالمستشفى للاستخدام السلس من قبل الأطباء العاملين.
- نظام أرشفة الصور والاتصال - وهي تقنية تصويرٍ طبي توفر تخزينًا اقتصاديًا ووصولٌ سهل إلى الصورمن طرائق متعددة داخل المرافق.
- السجل الطبي الإلكتروني - سجل طبي محوسب تم إنشاؤه في منظمة تقدم الرعاية، مثل المستشفى أو مكتب الطبيب.
- الأرشيف المحايد للبائع - تقنية تصوير طبي يتم فيها تخزين الصور والوثائق (وربما أي ملف ذي صلة طبية) (مؤرشفة) بتنسيق قياسي مع واجهة قياسية، بحيث يمكن الوصول إليها على هيئة بائعٍ محايد عن طريق أنظمة أخرى.
- نظام دعم القرار - نظام معلومات قائم على الحاسب يدعم الأعمال أو أنشطة صنع القرار التنظيمي.
- تبادل المعلومات الصحية - تعبئة معلومات الرعاية الصحية إلكترونيًا عبر المنظمات داخل المنطقة أو المجتمع أو نظام المستشفى.
- السجل الصحي الشخصي - سجل صحي حيث يحتفظ المريض بالبيانات والمعلومات الصحية المتعلقة برعاية المريض.

## المعايير
- ديكوم - هو معيار للتعامل مع المعلومات وتخزينها وطباعتها ونقلها في التصوير الطبي.
- مشاركة المستندات عبر المؤسسة - وتركز على توفير مواصفات قائمة على المعايير لإدارة مشاركة المستندات بين أي مؤسسة رعاية صحية، بدءًا من مكتب الطبيب الخاص إلى العيادة إلى منشأة مستحكمة بالرعاية الداخلية للمرضى وأنظمة سجلات صحية شخصية.
- مشاركة المستندات عبر المؤسسة للتصوير - ويمتد هذا المعيار لمشاركة الصور وتقارير التشخيص والمعلومات ذات الصلة عبر مجموعة من مواقع الرعاية.
- HL7

## الخصوصية
- قانون نقل التأمين الصحي والمساءلة - والذي صدرعن كونغرس الولايات المتحدة ووقع عليه الرئيس بيل كلينتون في عام 1996. والباب الثاني من القانون HIPAA المعروف باسم احكام التبسيط الإداري ومتطلباته هي نقل التأمين الصحي والمسؤولية، ووضع معايير وطنية لمعاملات الرعاية الصحية الإلكترونية والمعرفات الوطنية لمقدمي الخدمات وخطط التأمين الصحي وأرباب العمل.[10]

## مبادرات الحكومة
- بند HITECH: تم فرض قانون تكنولوجيا المعلومات الصحية للصحة الاقتصادية والسريرية في 17 فبراير 2009، على أمل رفع الاستخدام العام الشامل لتكنولوجيا المعلومات الصحية. وتم إنشاؤه كجزء من قانون الإسترجاع الأمريكي وإعادة بند الاستثمار لعام 2009. كما تناولت قضايا الأمن والخصوصية المتعلقة بالتبادل الإلكتروني للمعلومات الطبية.[11]
- الزر الأزرق: يتم تزويد المريض بزر مرئي وقابل للنقر لتنزيل سجلاته الطبية في شكل رقمي من موقع ويب آمن يقدمه أطبائه أو شركات التأمين أو الصيدليات أو الخدمات الأخرى ذات صلةٍ بالصحة. يمكن للأشخاص تسجيل الدخول إلى موقع الويب الآمن للإستطلاع ولديهم خيار تنزيل معلوماتهم الصحية، حتى يتمكنوا من فحصها والتحقق منها ومشاركتها مع أطبائهم وغيرهم على النحو الذي يرونه مناسبًا. تعد إمكانية التنزيل للزر الأزرق أداة يمكنها مساعدة الأفراد في الوصول إلى معلوماتهم حتى يتمكنوا من المشاركة والإدارة بفعالية أكبرفي سلامتهم ورعايتهم الصحية. ويتم استخدامه بشكل رئيسي من قبل وزارة شؤون الجنود في الولايات المتحدة.[12]

## مشروع مشاركة الصور RSNA
مشاركة الصورة هو عبارة عن شبكة تم إنشاؤها لتمنح أطباء الأشعة من مشاركة الصور الطبية مع المرضى باستخدام حسابات السجلات الصحية الشخصية. وبدأ هذا المشروع التجريبي، الممول من المعهد الوطني للتصوير الطبي والهندسة الحيوية والذي تديره وكالة RSNA ، تسجيل المرضى في عام 2011.
حاليًا، هناك خمسة مراكز طبية مشاركة في البرنامج - مستشفى جبل سيناء ، نيويورك، المركز الطبي بجامعة كاليفورنيا في كاليفورنيا، المركز الطبي بجامعة ميريلاند، المركز الطبي بجامعة شيكاغو، ومشفى مايو. ويمكن للمرضى في هذه المواقع تلقي صورهم الطبية والوصول إليها إلكترونيًا. اعتبارًا من يناير 2017، كانت هناك سبع شركات برمجيات أكملت التحقق من صحة مشاركة RSNA و Agfa للرعاية الصحية و Ambra Health (والتي تعرف سابقًا DICOM Grid) وGE للرعاية الصحية و Lexmark للرعاية الصحية و LifeImage، Inc. وتكنولوجيات Mach7 و Novarad.
وهنالك ثلاث قطع معمارية رئيسية للمشروع:
1. غرفة مقاصة في السحابة
2. خادم Edge في كل موقع أشعة محلي
3. PHR لتلقي الصور والتقارير